# Coelosis hippocrates
Coelosis hippocrates är en skalbaggsart som beskrevs av Blanchard 1846. Coelosis hippocrates ingår i släktet Coelosis och familjen Dynastidae. Inga underarter finns listade i Catalogue of Life.